# Casa Gaudí-Safores
La Casa Gaudí-Safores, també coneguda com a Can Gaudí o la Casa Oller, és un edifici del municipi de Centelles (Osona) inclòs a l'Inventari del Patrimoni Arquitectònic Català. La construcció actual és fruit d'una reforma total de la primera casa construïda el 1796, tal com indica el llindar de la porta actual; l'any 1917 va ser refeta totalment, s'hi va construir un cos nou a la part posterior i es va elevar l'alçada de l'habitatge precedent. Era la casa d'estiueig del baró d'Oller.

## Descripció
És una casa de dimensions notables, de planta baixa i dos pisos i coberta amb teulada a dues aigües amb aiguavés a la façana principal.
Cal destacar-ne la quantitat d'obertures en forma de finestres i balconades que tenen profusió de treballs de ferro forjat.

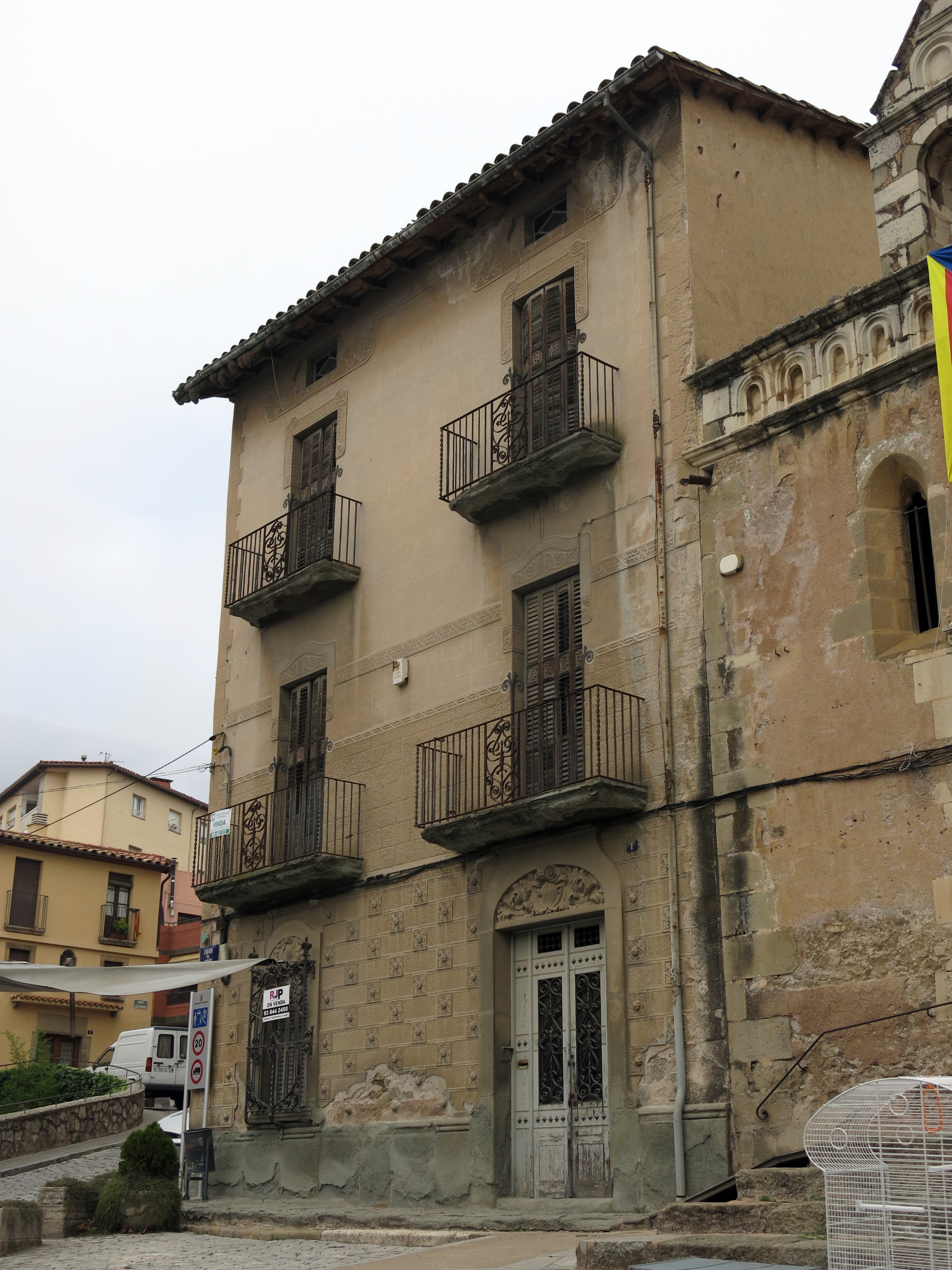
Un altre aspecte de la façana lateral dreta que dona al carrer de Jesús, vista des del Portal

A la façana principal i a la planta baixa, a imitació de pedra treballada, hi trobem esculturats abundants medallons.
La façana lateral dreta és la que està restaurada segons l'estil modernista i tots els marcs de les finestres i els balcons tenen el mateix dibuix.
El jardí, ubicat a la part esquerra de la casa i situat de forma elevada, dona al primer pis de la casa i segueix el caràcter noucentista de casa senyorial amb jardí; hi va ser afegit després de la reforma. El jardí té un grau de protecció 2 dins el Catàleg de Protecció del Patrimoni de Centelles.

## Història
La construcció de la casa, cap al final del segle xviii (l'any 1796), es dona en un moment urbanístic en què les edificacions se situen fora del nucli antic.
Posteriorment, ja l'any 1917, se'n feu una reforma modernista i tots els marcs de les finestres i dels balcons tenen el mateix dibuix. La reforma és obra de l'arquitecte Manuel Raspall.
La casa tenia motor propi per fer electricitat i un dels primers telèfons particulars de Centelles.